# Dead End (film, 1969)
Pour les articles homonymes, voir Dead End.
Pour plus de détails, voir Fiche technique et Distribution.
Dead End (死角, Si jiao) est un film hong-kongais réalisé par Chang Cheh, sorti en 1969. Il s'agit du premier rôle principal de l'acteur Ti Lung, du premier film dans lequel ce dernier forme un duo avec David Chiang, et de l'un des rares films non martiaux se déroulant à l'époque contemporaine
du réalisateur Chang Cheh.

## Synopsis
Qiang, l'héritier de l'honorable et prospère famille Wen (Chen Hung Lieh), doit protéger sa petite sœur, la candide Rou (Li Ching), des visées de Zhang Chun (Ti Lung), un jeune nihiliste incapable de rester à sa place dans la société. 
Zhang Chun, dont les frasques sexuelles et le manque de respect qu'il témoigne envers les entreprises qui lui ont généreusement donné sa chance l'ont fait renvoyer de tous les postes qu'il a occupés, est entouré du timide David (David Chiang), un mécanicien sexuellement frustré, et de Mary (Angela Yu Chien), une hôtesse de bar aux mœurs légères. Le trio passe son temps libre à chanter une comptine puérile en conduisant une voiture démodée et brinquebalante, au détriment de la qualité de l'environnement. Le jeune frère de Zhang Chun est quant à lui un garçon de neuf ans déjà fasciné par la violence et les armes, couvé par une mère abandonnée par son mari et que Chun trahira à son tour.
Conscient des réalités matérielles et fidèle à aux valeurs traditionnelles de stabilité sociale qui ont fait la force de la Chine, Wen Qiang est obligé d'intervenir de façon de plus en plus musclée pour tenter de protéger l'honneur de sa sœur et de sa famille, que Zhang Chun cherche à détruire ; sous l'emprise de ce dernier, la naïve Wen Rou compromet sa réputation, s'adonnant à la pratique du travestissement transgenre et finissant par fréquenter en compagnie du jeune voyou un bar à hôtesses, où elle est malheureusement impliquée dans une rixe nécessitant l'intervention de la police. Après un banal incident au cours duquel David est accidentellement blessé par un ami de Qian agissant en état de légitime défense, Zhang Chun décide d'employer des moyens criminels contre les Wen et entraine l'ensemble des protagonistes du film dans un maëlstrom de violence.

## Fiche technique
- Titre : Dead End
- Titre original : 死角 (Si jiao)
- Réalisation : Chang Cheh
- Scénario : Chiu Kang-chien
- Société de production : Shaw Brothers
- Musique : Fu Ling-Wang
- Photographie : Kung Mu-To
- Montage : Chiang Hsing-lung
- Pays d'origine : Hong Kong
- Format : Couleurs - 2,35:1 - Mono - 35 mm
- Genre : Action et drame
- Durée : 105 minutes
- Date de sortie : 12 juillet 1969 (Hong Kong)

## Distribution
- Li Ching : Wen You
- Ti Lung : Chang Chun
- David Chiang : David Liao Ching-shui
- Angela Yu Chien : Mary
- Chen Hung-lieh : Wen Kuang
- Chen Yanyan : Mme. Chang
- Ching Miao : M. Chia
- Pan Ai-lien : Pai Li